# Apiosporopsis
Apiosporopsis — рід грибів родини Apiosporopsidaceae. Назва вперше опублікована 1911 року.

## Види
База даних Species Fungorum станом на 24.10.2019 налічує 3 види роду Apiosporopsis:
- Apiosporopsis carpinea (Fr.) Mariani, 1911
- Apiosporopsis coronillae Gonz.Frag., 1917
- Apiosporopsis saccardoana Mariani, 1911